# Kåre Jostein Simonsen
Kåre Jostein Simonsen (nacido el día 26 de marzo de 1948) es un bandoneonista noruego. Ha sido miembro regular del Tango Concertino, y el “Trío Troika” en Trondheim. Actualmente toca los conjuntos Quinteto Nidaros (piazzollaquintet: bandoneón, violín, guitarra eléctrica, piano y contrabajo) y Cholo dúo/trío de tango.

## Biografía

### Educación
Simonsen es básicamente autodidacta desde principios de los años 60, tocando acordeón como instrumento principal. En 1962 fundó, junto con otros dos músicos de orquesta de baile de aficionados Simonsen Trío (acordeón, guitarra eléctrica y percusión). El trío se disolvió en 1964.
En 1969 comenzó sus estudios musicales en el Conservatorio de música Veitvet en Oslo, estudiando acordeón como instrumento principal. Después de dos años en esta institución continuó sus estudios de música en el Conservatorio de Música de Trondheim en Trondheim, ejerciendo como músico y profesor, hasta la primavera de 1974. En 1996 fue a París a estudiar bandoneón con Juan José Mosalini hasta 1998. Más tarde viajó a Buenos Aires donde recibió la formación de Néstor Marconi. A partir de 2009, comenzó su maestría sobre bandoneón en el conservatorio de música de la universidad noruega NTNU, en Trondheim.

### Carrera
Su carrera principal como profesor de música, se ha celebrado en el conservatorio de Trondheim, Noruega. Aquí Simonsen creó la única carrera que existe en los países nórdicos para estudiar bandoneón. Como resultado de esta nueva carrera han surgido grupos como Bajan (orquesta), fundada por Simonsen en 1979 y la orquesta de tango Tangueros del Norte, establecida por Simonsen en 2003, con estudiantes del conservatorio de Trondheim. La orquesta Bajan ha participado en varios concursos y ha estado en varias oportunidades primero. Simonsen fue director de Tangueros del Norte hasta 2008. Después de 2008, el conjunto se disolvió.  El Consejo Noruego de becas ha otorgado en cinco oportunidades los premios  "Drømmestipendet" (becas para Sueñar) ha estudiantes de Simonsen, incluyendo a Tangueros del Norte.
Simonsen ha participad como músico en el Teatro Trøndelag y ha aparecido en programas de radio y televisión. Ha tenido actuaciones con la Orquesta Filarmónica de Oslo, en Oslo,; con la Orquesta Sinfónica de Trondheim; con el coro de la Catedral de Nidaros en Trondheim; con la Orquesta Sinfónica de  Tromsø en Tromsø; con la Sinfonietta Bodø; con el Coro Patriarca de San Basilio en Bodø; con la Sinfónica de Kristiansund y varios grupos más. En 1994 realizó una gira con Arja Saijonmaa en Finlandia, Suecia y Noruega; en 2010 viajó con la cantante sueca Lena Jinnegren con el grupo de tango “Glød”; también tocó con el compositor Terje Bjorklund (Trondheim),  Bertil Palmar Johansen (Trondheim). Harald Sæther (Oppdal) ha escrito música para Simonsen.

## Discografía
- EN DIRECTO en Olavshallen - Concertino Tango, Trondheim 1994
- EN DIRECTO en Olavshallen[6] - Concertino Tango con Marthe Werring, Trondheim 1995 (Noruega Gram 1996)
- Caras[7] con Inger Lise Rypdal (KKV) publicado el 8 de octubre de 2007 - músico instrumental
- Inspiración con Tangueros del Norte (Denstad REC) 2008 - director y productor

## Conciertos
- Tango Concertino, con más de 60 conciertos (1992 - 1996) [8]
- Tour con la cantante finlandesa Arja Saijomaa (Tango Concertino), 1994.
- Toccata Rea (solista), Lo que vendrá (solista), Doble Concierto para bandoneón y orquesta de cuerda con guitarra con la Orquesta de Cuerdas del Nord-Trøndelag,, 2007
- Concierto de octeto (cuarteto de cuerda, actor, bandoneón, guitarra y bajo), 2007
- Kleine Dreigroschenmusik Kurt Weill, 2009
- Concierto del Quinteto Nidaros y el coro de niños de Trondheim , 2010
- Tour con la cantante sueca Lena Jinnegren con el grupo Glød, 2010.
- Maestro de Concierto para Bendik Lund Haanshus con Quinteto Nidaros de 2010
- Bustekaillfestival de 2010